# Mecometopus ludicrus
Mecometopus ludicrus là một loài bọ cánh cứng trong họ Cerambycidae.